# Graditeljski sklop stare upravne zgrade Jamnice (Pisarovina)
Graditeljski sklop stare upravne zgrade Jamnice (Pisarovina), zgrada u mjestu i općini Pisarovina, zaštićeno kulturno dobro.

## Opis
Graditeljski sklop kojeg čine stara upravna zgrada Jamničke kiselice, paviljon, zgrada punionice kao i nekada parkovno uređeni okolni prostor, nalazi se jugozapadno od naselja Pisarovina, uz cestu koja iz smjera Zagreba vodi prema Pokupskom. Riječ je o cjelini arhitektonsko ambijentalne vrijednosti. Formiranje ovoga sklopa vezano je za prepoznavanje kvaliteta ljekovitih svojstava mineralne vode što je rezultiralo uređenjem izvora, a godine 1828. odlukom o sistematskom punjenju i komercijaliziranoj prodaji. Iste godine, u blizini izvora sagrađeno je svratište i kupalište. Prvotno svratište bilo je građeno u drvu, a 1852. godine na njegovom mjestu podignuta je danas postojeća dvokatna zgrada. Ulaskom Vilima Lovrenčića u vlasništvo kompleksa 1899. ova se građevina obnavlja u duhu historicizma, gradi se nova zgrada punionice i paviljon te se moderniziraju proizvodni pogoni.

## Zaštita
Pod oznakom P-5414 zavedena je kao nepokretno kulturno dobro - pojedinačno, pravna statusa zaštićena kulturnog dobra, klasificirano kao "kulturno-povijesna cjelina".